# Eugène amoureux
Pour plus de détails, voir Fiche technique et Distribution.
Eugène amoureux est un film muet français réalisé par Léonce Perret, sorti en 1911.

## Fiche technique
- Titre : Eugène amoureux
- Réalisation : Léonce Perret
- Scénario :
- Photographie : Georges Specht
- Société de production : Société des Etablissements L. Gaumont
- Pays d'origine :  France
- Format : noir et blanc — 35 mm — 1,33:1 — muet
- Genre : comédie
- Métrage : 148 mètres
- Durée : 5 minutes
- Dates de sortie :
- France : 4 mars 1911

## Distribution
- Léonce Perret : Eugène, le valet
- Valentine Petit : la bonne